# Blueface

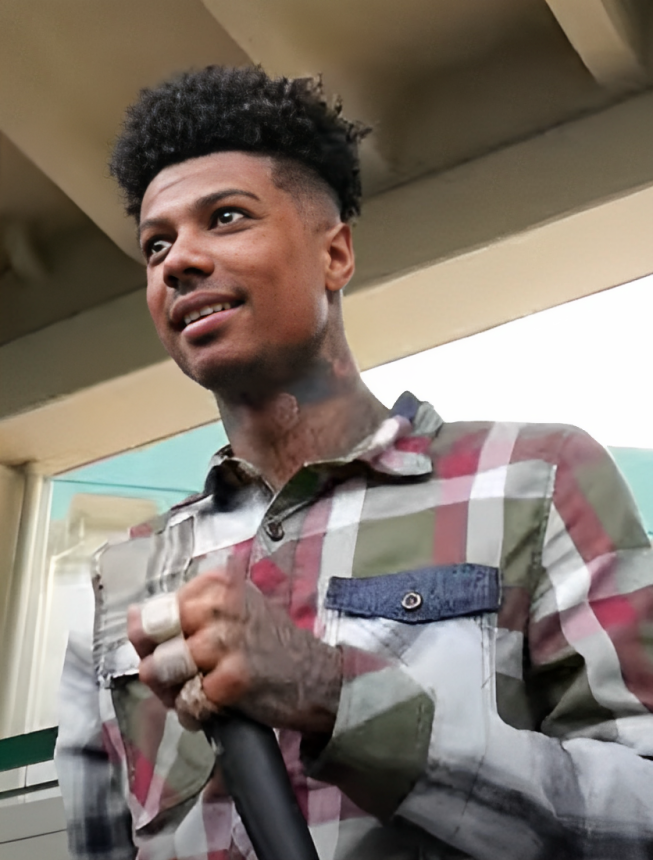
Blueface, 2020

Blueface (* 20. Januar 1997; bürgerlich Johnathan Jamal Porter) ist ein US-amerikanischer Rapper.

## Hintergrund
Im Oktober 2018, nachdem er seinen Song „Respect My Crypn“ veröffentlicht hatte, wurde er schnell zu einem Internetphänomen, wegen seiner besonderen „off-beat“ Weise zu rappen und seinem Benjamin-Franklin-Tattoo auf der Seite seines Gesichts. Im November 2018 wurde er beim Musiklabel Cash Money West unter Vertrag genommen, die West-Coast Abspaltung von dem Musiklabel des ebenfalls US-amerikanischen Rappers Birdman, Cash Money Records. 2019 veröffentlichte er die Songs „Bleed It“ und „Thotiana“.
Thotiana erreichte in den Billboard Hot 100 als beste Position Platz 8.

## Diskografie

### Alben
| Jahr | Titel         | Höchstplatzierung, Gesamtwochen, AuszeichnungChartsChartplatzierungen (Jahr, Titel, Platzierungen, Wochen, Auszeichnungen, Anmerkungen) | Anmerkungen                             |
| Jahr | Titel         | US | Anmerkungen                             |
| ---- | ------------- | --- | --------------------------------------- |
| 2018 | Famous Cryp   | US29 (19 Wo.)US | Erstveröffentlichung: 18. Dezember 2018 |
| 2019 | Dirt Bag      | US48 (4 Wo.)US | Erstveröffentlichung: 9. August 2019    |
| 2020 | Find the Beat | US64 (1 Wo.)US | Erstveröffentlichung: 13. März 2020     |

### Singles
| Jahr | Titel Album          | Höchstplatzierung, Gesamtwochen, AuszeichnungChartplatzierungen (Jahr, Titel, Album, Platzierungen, Wochen, Auszeichnungen, Anmerkungen) | Höchstplatzierung, Gesamtwochen, AuszeichnungChartplatzierungen (Jahr, Titel, Album, Platzierungen, Wochen, Auszeichnungen, Anmerkungen) | Höchstplatzierung, Gesamtwochen, AuszeichnungChartplatzierungen (Jahr, Titel, Album, Platzierungen, Wochen, Auszeichnungen, Anmerkungen) | Höchstplatzierung, Gesamtwochen, AuszeichnungChartplatzierungen (Jahr, Titel, Album, Platzierungen, Wochen, Auszeichnungen, Anmerkungen) | Höchstplatzierung, Gesamtwochen, AuszeichnungChartplatzierungen (Jahr, Titel, Album, Platzierungen, Wochen, Auszeichnungen, Anmerkungen) | Anmerkungen                         |
| Jahr | Titel Album          | DE | AT | CH | UK | US | Anmerkungen                         |
| ---- | -------------------- | --- | --- | --- | --- | --- | ----------------------------------- |
| 2018 | Thotiana Famous Cryp | — | — | CH55 (5 Wo.)CH | UK15 Gold · (12 Wo.)UK | US8 Platin · (20 Wo.)US | Erstveröffentlichung: 22. Juni 2018 |
| 2019 | Daddy Dirt Bag       | — | — | — | — | US78 Platin · (4 Wo.)US | feat. Rich the Kid                  |

Weitere Singles
- 2017: Fuck It Up (mit Trendd)
- 2018: Next Big Thing
- 2018: Movie Scenes
- 2018: DM
- 2018: Studio
- 2019: Bleed It (US: Gold)
- 2019: West Coast (mit G-Eazy, US: Gold)
- 2019: Stop Cappin (mit The Game)
- 2019: Bussdown (feat. Offset)
- 2019: Bop (mit Tyga & YG)
- 2019: Close Up (feat. Jeremih)
- 2019: First Class (feat. Gunna)
- 2020: Obama (feat. DaBaby)
- 2020: Holy Moly (feat. NLE Choppa)
- 2022: Outside (Better Days) (mit OG Bobby Billions, US: Gold)

### Gastbeiträge
| Jahr | Titel Album                    | Höchstplatzierung, Gesamtwochen, AuszeichnungChartplatzierungen (Jahr, Titel, Album, Platzierungen, Wochen, Auszeichnungen, Anmerkungen) | Höchstplatzierung, Gesamtwochen, AuszeichnungChartplatzierungen (Jahr, Titel, Album, Platzierungen, Wochen, Auszeichnungen, Anmerkungen) | Höchstplatzierung, Gesamtwochen, AuszeichnungChartplatzierungen (Jahr, Titel, Album, Platzierungen, Wochen, Auszeichnungen, Anmerkungen) | Höchstplatzierung, Gesamtwochen, AuszeichnungChartplatzierungen (Jahr, Titel, Album, Platzierungen, Wochen, Auszeichnungen, Anmerkungen) | Höchstplatzierung, Gesamtwochen, AuszeichnungChartplatzierungen (Jahr, Titel, Album, Platzierungen, Wochen, Auszeichnungen, Anmerkungen) | Anmerkungen                                                                   |
| Jahr | Titel Album                    | DE | AT | CH | UK | US | Anmerkungen                                                                   |
| ---- | ------------------------------ | --- | --- | --- | --- | --- | ----------------------------------------------------------------------------- |
| 2019 | Slide Montana                  | — | — | — | UK81 (2 Wo.)UK | US90 Gold · (1 Wo.)US | Erstveröffentlichung: 18. April 2019 French Montana feat. Blueface & Lil Tjay |
| 2019 | Shotta Flow (Remix) Cottonwood | — | — | — | — | US36 ×2Doppelplatin · (20 Wo.)US | Erstveröffentlichung: 20. Juni 2019 NLE Choppa feat. Blueface                 |
| 2019 | Fulu$ Torremolinos             | DE44 (2 Wo.)DE | AT61 (1 Wo.)AT | CH86 (1 Wo.)CH | — | — | Erstveröffentlichung: 13. September 2019 Farid Bang feat. Musiye & Blueface   |
| 2020 | Curvy Plug Talk 2              | — | — | — | UK83 (1 Wo.)UK | — | Erstveröffentlichung: 16. Oktober 2020 The Plug feat. Jay1 & Blueface         |

Weitere Gastbeiträge
- 2020: Moonwalking In Calabasas (Remix) (DDG feat. Blueface; UK: Silber, US: ×2Doppelplatin )

## Auszeichnungen für Musikverkäufe
| Goldene Schallplatte - Dänemark - 2024: für die Single Shotta Flow (Remix) - Italien - 2019: für die Single Thotiana - Kanada - 2019: für die Single Slide | Platin-Schallplatte - Neuseeland - 2019: für die Single Thotiana |

Anmerkung: Auszeichnungen in Ländern aus den Charttabellen bzw. Chartboxen sind in ebendiesen zu finden.
| Land/RegionAuszeichnungen für Musikverkäufe (Land/Region, Auszeichnungen, Verkäufe, Quellen) | Silber  | Gold     | Platin     | Verkäufe  | Quellen          |
| -------------------------------------------------------------------------------------------- | ------- | -------- | ---------- | --------- | ---------------- |
| Dänemark (IFPI)                                                                              | —       | Gold1    | —          | 45.000    | ifpi.dk          |
| Italien (FIMI)                                                                               | —       | Gold1    | —          | 25.000    | fimi.it          |
| Kanada (MC)                                                                                  | —       | Gold1    | —          | 40.000    | musiccanada.com  |
| Neuseeland (RMNZ)                                                                            | —       | —        | Platin1    | 30.000    | radioscope.co.nz |
| Vereinigte Staaten (RIAA)                                                                    | —       | 4× Gold4 | 6× Platin6 | 8.000.000 | riaa.com         |
| Vereinigtes Königreich (BPI)                                                                 | Silber1 | Gold1    | —          | 600.000   | bpi.co.uk        |
| Insgesamt                                                                                    | Silber1 | 8× Gold8 | 7× Platin7 |           |                  |